# Franz Hengsbach
Franz Hengsbach (10 de setembro de 1910 - 24 de junho de 1991) foi um cardeal alemão da Igreja Católica Romana que serviu como bispo de Essen de 1957 a 1991, e foi elevado ao cardinalato em 1988.

## Biografia
Franz Hengsbach nasceu em Velmede, Johann e Theresia Hengsbach; ele tinha cinco irmãos e duas irmãs. Ele estudou no Instituto de Brilon e nos seminários de Paderborn e Freiburg . Hengsbach obteve seu doutorado em teologia em 1944 pela Universidade de Münich , com uma dissertação intitulada Das Wesen der Verkündigung - Eine homiletische Untersuchung auf paulinischer Grundlag .
Foi ordenado ao sacerdócio pelo arcebispo Kaspar Klein em 13 de março de 1937, e depois serviu como vigário de Herne-Bukau, St. Marien até 1946. Hengsbach tornou-se secretário geral da Akademische Bonifatius-Vereinigung em Paderborn em 1946, e da Central Comitê para a preparação dos católicos alemães em 1947. De 1948 a 1958, foi diretor da pastoral arquidiocesana de Paderborn. Ele foi feito Prelado Nacional de Sua Santidade em 1952, e secretário geral do Comitê Central dos Católicos Alemães em 30 de abril de 1952.
Em 20 de agosto de 1953, Hengsbach foi nomeado Bispo Auxiliar de Paderborn e Bispo Titular de Cantanus pelo Papa Pio XI . Ele recebeu sua consagração episcopal em 29 de setembro do arcebispo Lorenz Jäger , com os bispos Wilhelm Weskamm e Friedrich Rintelen servindo como co-consagradores , na Catedral de Paderborn . Hengsbach foi nomeado o primeiro bispo de Essen em 18 de novembro de 1957.
Mais tarde, o bispo fundou Adveniat , uma organização do episcopado alemão para ajudar a Igreja Católica Romana na América Latina , e foi nomeado bispo do Ordinariato Militar Alemão em 10 de outubro de 1961. De 1962 a 1965, participou do Concílio Vaticano II . Hengsbach também serviu como Grande Prior da Ordem Equestre do Santo Sepulcro de Jerusalém , e foi nomeado Presidente da Comissão Episcopal Alemã para Assuntos da Igreja Universal em 1976. Ele foi nomeado membro do Conselho da Conferência Episcopal Europeia em 1977, e demitiu-se de seu cargo no ordinariato militar em 22 de maio de 1978.
O Papa João Paulo II criou-o Cardeal Sacerdote de Nostra Signora de Guadalupe a Monte Mário no Consistório de 28 de junho de 1988. Hengsbach perdeu o direito de participar em qualquer futuro conclave papal ao atingir a idade de oitenta em 10 de setembro de 1990 e, após um período de trinta e três anos, renunciou ao cargo de Bispo de Essen em 21 de fevereiro de 1991.
O cardeal morreu de complicações após uma operação no estômago em um hospital de Essen, com 80 anos. Ele está enterrado na cripta da Catedral de Essen .